# Zonitis flaviceps
Zonitis flaviceps là một loài bọ cánh cứng trong họ Meloidae. Loài này được Waterhouse miêu tả khoa học năm 1875.